# 스타티우스

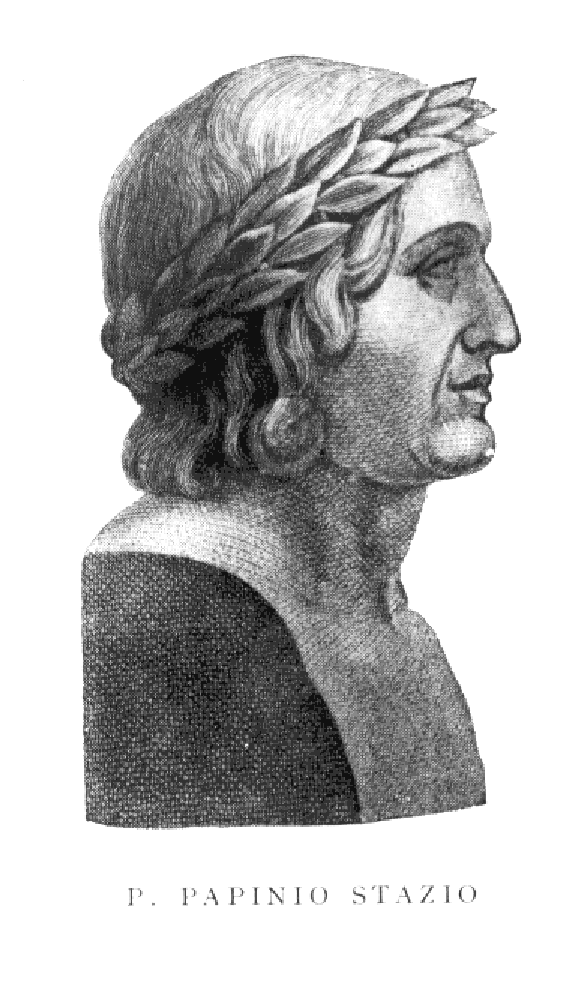

푸블리우스 파피니우스 스타티우스(Publius Papinius Statius, 45년 경 - 96년)는 이탈리아 나폴리 출신의 고대 로마의 시인이다. 스타티우스는 그의 시 작품뿐만아니라 단테의 명저 《신곡》의 〈연옥편〉에서 단테와 베르길리우스를 도와주는 중요한 인물로 나오는 것으로도 유명하다.